# Phyllium bilobatum
Phyllium bilobatum – gatunek upodabniającego się do liścia owada, z rodziny liśćców (Phylliidae). Występuje na Filipinach i w Malezji. Gatunek ten został po raz pierwszy opisany w 1843 roku przez angielskiego zoologa George'a Roberta Graya, który nadał mu nazwę Phyllium bilobatum. Został przypisany do podrodzaju Phyllium, który należy odróżnić od drugiego podrodzaju Pulchriphyllium w ramach rodzaju Phyllium. Holotyp to samica z Filipin, która jest przechowywana w Muzeum Historii Naturalnej w Londynie, gdzie Gray pracował przy katalogowaniu owadów.

## Występowanie
Phyllium bilobatum występuje na Filipinach i w Malezji. Okazy malezyjskie mogą jednak reprezentować inne gatunki

## Opis
Phyllium bilobatum osiąga długość około 7,4 cm. Podobnie jak inne owady liściaste, jest dobrze zakamuflowany, naśladując liść; Jego ubarwienie jest zielone, na skrzydłach widnieją ciemne linie, przypominające żyłki liścia, a kończyny mają duże obrzeża lub wypustki w kształcie klap. Samica ma szerokie ciało, podczas gdy ciało mężczyzny jest smukłe. Pojedyncza para skrzydeł leży płasko na grzbiecie owada i tylko dorosły samiec może latać. Brzuch samicy jest wąski w miejscu, w którym łączy się z klatką piersiową, przy czym drugi i trzeci segment są szersze niż segmenty z przodu, a czwarty i piąty znowu się zwężają. Szósty i siódmy segment są klapowane, a pozostałe segmenty gwałtownie zwężają się do końca brzucha. Część udowa pierwszej pary nóg ma kołnierz zarówno z przodu, jak i z tyłu, wewnętrzna strona jest gładka, a zewnętrzna ząbkowana. Nogi są również kołnierzowate. Druga i trzecia para nóg także mają kołnierze.

## Zachowanie
Owady liściaste są roślinożerne, żerują głównie na liściach drzew i krzewów. Są hemimetaboliczne, z jaj wylęgają się nimfy, które w miarę wzrostu przechodzą przez wiele linek, ale nie podlegają metamorfozie. Młode nimfy mają tendencję do chowania się w uschniętych liściach, które na tym etapie bardziej przypominają ich ubarwienie niż liście zielone. Obie płcie tego gatunku mają gruczoły na przedtułowiu, z których w przypadku zakłócenia rozpylają nieprzyjemnie pachnące wydzieliny obronne.